# Maurizio Faraone
Maurizio Faraone (Rimini, 28 settembre 1961) è un militare sammarinese con cittadinanza italiana attuale comandante della Gendarmeria sammarinese.

## Carriera

### In Italia
Si arruola nell'Arma dei Carabinieri nell'ottobre del 1982 e successivamente è stato impiegato al servizio di polizia giudiziaria. Successivamente ha lavorato per organismi di sicurezza del Consiglio dei Ministri italiano.

### A San Marino
Il 25 Giugno 2007 è stato nominato Direttore dell’Ufficio Centrale Nazionale - Interpol nella Repubblica di San Marino, che per legge è l’ “autorità centrale nazionale” responsabile dei contatti con tutti gli uffici e le autorità di Stati esteri per la collaborazione nelle materie della polizia criminale e della polizia di sicurezza, amministrativamente dipendente dal Segretario di Stato per gli Affari Esteri e del Segretario di Stato per gli Affari Interni. 
Dal 1º Giugno 2015 ha assunto anche l’incarico di Comandante del Corpo della Gendarmeria della Repubblica di San Marino.

### Altri incarichi
È membro di numerose Commissioni nazionali, con particolare riguardo a: strategie per la prevenzione ed il contrasto del riciclaggio, del terrorismo; prevenzione e contrasto della corruzione; armi e munizioni; naturalizzazioni.
È stato Commissario straordinario di istituti bancari e finanziari sammarinesi, indagati per frode.
È membro del Comitato Scientifico del “CUFS - Centro Universitario per la Formazione alla Sicurezza” del Dipartimento di Studi giuridici dell'università sammarinese.
E’ intervenuto in qualità di relatore in occasione di conferenze in San Marino, in Italia e negli Stati Uniti d’America sul contrasto al terrorismo ed al riciclaggio, sulla cooperazione internazionale di polizia nonché su altri temi della criminalità.